# Сапен, Мишель
Мишель Сапен (фр. Michel Sapin; род. 9 апреля 1952, Булонь-Бийанкур, Франция) — французский государственный и политический деятель. Министр труда, занятости, профессиональной подготовки и социального диалога с 12 мая 2012 по 31 марта 2014 в кабинете Жан-Марка Эро. Министр финансов и государственных счетов со 2 апреля 2014 в кабинете Мануэля Вальса. 30 августа 2016 по 10 мая 2017 занимал пост министра экономики, промышленности и цифровых дел, оставшись на посту министра финансов.

## Биография
Родился 9 апреля 1952 года в Булонь-Бийанкур, под Парижем.
Член французской социалистической партии. Был депутатом от Эндр и О-де-Сен. Уполномоченный министр министерства юстиции (май 1991 — апрель 1992 года, в правительстве Эдит Крессон), министр экономики и финансов (апрель 1992 — марте 1993 года, в правительстве Пьера Береговуа) и министр государственной службы и государственных реформ (в правительстве Лионеля Жоспена).
Он также был председателем регионального Совета Центрального региона с 1998 по 2000 год и с 2004 по 2007 год. Он был переизбран в 2007 году депутатом от Эндр и мэром Аржантон-сюр-Крёз.
С 16 мая 2012 года по 31 марта 2014 года занимал должность министра труда, занятости, профессиональной подготовки и социального диалога в правительстве Жан-Марка Эро.
Со 2 апреля 2014 года занимал должность министра финансов и государственных счетов в правительстве Мануэля Вальса, затем с 6 декабря 2016 года — министра экономики и финансов в правительстве Бернара Казнёва.